# 錢康明
錢康明，（Kang-Ming Chien，1966年9月8日—），是台灣劇場演員、編劇、導演與政治人物。藍天空劇團藝術總監、共同創辦人。臺北藝術大學戲劇系畢業，臺東大學兒童文學研究所碩士，天津師範大學比較文學與世界文學博士。曾任青年中學影劇科主任、環球科技大學幼兒保育系助理教授，以及亞洲大學幼兒教育學系、中臺科技大學兒童教育暨事業經營學系、等多校兼任講師。曾任台中國家歌劇院評鑑暨評議委員及新竹市政府文化局局長。

## 生平
父親為教職人員，自幼於教職員宿舍成長。1986年考取國立藝術學院（今臺北藝術大學）戲劇科，在學期間即擔任華視電視劇編劇、國家劇院舞台劇演員、朱宗慶打擊樂團舞台執行。大二時第一次接觸兒童戲劇，留下深刻的印象，而後又參與了兒童劇團的幕後工作。
1992年畢業後，進入白雪藝工隊服役。退伍後曾任陶大偉特助、工作室副導。曾任《熱帶魚》表演教師、演員，並於基隆培德工家影視科任教。1997年任教於青年中學影視科，並與太太創立藍天空劇團。1999年起擔任青年中學影劇科主任。
2002年進入臺東大學兒童文學研究所深造，兒童文學作家王文華為其同學。2003年起兼任私立慎齋小學兒童戲劇教師。2006年於臺東大學取得兒童文學研究所碩士，並任環球科技大學幼兒保育系專任助理教授。先後在中台科技大學幼兒保育系（後改名為兒童教育暨事業經營學系）、親民技術學院幼兒保育系、朝陽科技大學應用外語系、嶺東科技大學數位媒體設計系、亞洲大學幼兒教育系、逢甲大學通識教育中心擔任戲劇兼任講師。並擔任各類戲劇賽事、兒童文學獎評審。
除台灣之外，錢康明也熱心在中國大陸地區推廣兒童文學與戲劇，曾任兩岸陽光故事家族協會副理事長、廈門市海滄區戲劇教育與教學顧問。並於天津師範大學取得比較文學與世界文學博士，在該校文學院擔任兼任教授。並出版多本兒童繪本。
2022年協助台灣民眾黨南屯區市議員候選人洪鑫任，為其競選主題曲〈南屯因仔〉作詞。
2023年3月10日，高虹安新竹市政府公布小內閣人事，錢康明出任文化局長，13日正式上任，同年9月初被辭退
。

## 藍天空劇團
1997年5月與配偶蔡佩瑾等人於台中成立藍天空劇團，並任藝術總監。創團初期以承接台中縣市兒童劇企劃、演出為主。為臺中第一個戲劇科班生組成的現代劇團。
2002年起與作曲家林仁杰合作製作由經典童話改編的兒童音樂劇《小美人魚》，後續又合作了《魔法玻璃鞋》、《童話家家酒》等作品。
2012年與青年中學影視科合作《青春調色盤》青少年歌舞劇，擔任編導。
2018年擔任台中世界花卉博覽會定目劇《山櫻花之環》導演，由許勝欽編曲，謝玉郎音樂設計，並且由台灣青年舞團長洪淑玲擔任藝術總監，朱宗慶打擊樂團朱宗慶總監、如果兒童劇團趙自強團長擔任音樂和戲劇顧問，劉培能教授擔任製作顧問。由台灣青年舞團、藍天空劇團、青年中學舞蹈科及電影電視科等表演團體、學校藝術科聯合演出。
2019年，參與藍天空劇團與台灣青年舞團合作於臺中國家歌劇院演出的《三分之一狂想》都會喜劇，擔任編劇、導演。
2021年與青年中學影視科再次合作製作《青春調色盤2-青春練習生》。

## 參與作品

### 兒童劇
- 1997年，台中市立文化局兒童劇團《豬、騾、雞公園》編劇、導演
- 1997年，台中市立文化中心兒童劇團《小木偶奇遇記》編劇、導演、音效設計
- 1998年，台中市立文化中心兒童劇團《圍牆的秘密》編導
- 1998年，國家戲劇院《格林童話魯啦啦》編導
- 1998年，青年劇團《小美人魚》編劇、導演
- 1999年，青年劇團《魔法玻璃鞋》編劇
- 2000年，青年劇團《香蕉新天堂》編劇、導演
- 2001年，台中市立文化局兒童劇團《誰偷了金絲雀的夢》編劇、導演
- 2003年，青年劇團《小美人魚》編劇、導演
- 2005年，藍天空劇團《童話家家酒》編導
- 2005年，藍天空劇團《魔法玻璃鞋》編導
- 2006年，藍天空劇團《歡樂萬花筒~天空調色盤》編導
- 2006年，藍天空劇團《誰偷了金絲雀的夢》編導
- 2007年，環球科技大學畢業公演《小美人魚》編導
- 2008年，環球科技大學說演故事《圍牆的秘密》編劇
- 2008年，環球科技大學說演故事《小狗希望》編劇
- 2008年，亞洲大學畢業公演《七彩童話甜甜圈》編導
- 2008年，環球科技大學畢業公演《誰偷了金絲雀的夢》編導
- 2009年，亞洲大學畢業公演《歡樂爆米花》編導
- 2009年，環球科技大學畢業公演《小木偶奇遇記》編導
- 2009年，環球科技大學說演故事《毛毛蟲的祝福》編導
- 2009年，環球科技大學說演故事《芋頭葉奶奶》編導
- 2009年，環球科技大學說演故事《我的媽媽住天堂》編導
- 2010年，教育部生命教育戲劇競賽《大手爺爺》編導
- 2010年，環球科技大學畢業公演《彩虹棉花糖》編導
- 2012年，藍天空劇團《小美人魚》編導
- 2013年，藍天空劇團《魔法玻璃鞋》編導
- 2016年，福建省春秋文化發展有限公司《我和小狗的一天》編導
- 2016年，福建省春秋文化發展有限公司《誰最強》編導
- 2018年，中國科學院附設玉泉小學繪本劇《和甘伯伯去游河》、《年》、《兔兒爺丟了耳朵》編導
- 2021年，台中市家長會長協會《親愛的公主學校》編導
- 2021年，藍天空劇團《小美人魚》編導

### 定目劇
- 2018年，台中世界花卉博覽會《山櫻花之環》
- 2021年，台灣傳統藝術中心臨水劇場《文字傳說》編導

### 青少年舞劇、音樂劇
- 2007年，臺灣青年舞團《印象．水沙連》戲劇指導
- 2008年，臺灣青年舞團《平埔詩歌》戲劇指導
- 2009年，臺灣青年舞團《塞德克之歌-風中緋櫻》戲劇指導
- 2011年，臺灣青年舞團《千鷺之歌》戲劇指導
- 2012年，臺灣青年舞團《魔幻森林》戲劇指導
- 2012年，青年中學影視科《青春調色盤》編導
- 2013年，臺灣青年舞團《天女神峰》戲劇指導
- 2019年，台灣青年舞團《青春調色盤》編導
- 2021年，青年中學影視科《青春調色盤2-青春練習生》
- 2021年，台中市家長會長協會《我的阿公是黑道》編導

### 都會劇
2019年，台灣青年舞團、藍天空劇團《三分之一狂想》編導

### 舞台劇
- 2001年，大甲媽祖文化節陣頭《大家來看布袋戲》編導
- 2003年，中台醫護技術學院《2003 年成年禮》編導
- 2004年，中台醫護技術學院《曲水流觴》編導
- 2005年，國立自然科學博物館《蝶舞、楓紅、話苗年》編導

### 電視劇
- 1988年台灣華視《日日春》編劇
- 1988年台灣華視《佳家福》編劇
- 1993年台灣華視《那桑嘛谷---我的家》執行製作、副導演

### 電影
- 1994年《熱帶魚》表演教師、演員

### MV
- 2022年洪鑫任競選歌曲〈南屯因仔〉作詞

## 出版作品
| 年份   | 書名                     | 作者           | 出版社         | ISBN               |
| ------ | ------------------------ | -------------- | -------------- | ------------------ |
| 2015年 | 《忘記國》               | 錢康明         | 天津人民出版社 | ISBN 9787201098739 |
| 2015年 | 《那個王》               | 錢康明         | 天津人民出版社 | ISBN 9787201098722 |
| 2015年 | 《三羊國》               | 錢康明         | 天津人民出版社 | ISBN 9787201098746 |
| 2015年 | 《誰最強》               | 錢康明         | 天津人民出版社 | ISBN 9787201098715 |
| 2015年 | 《龜兔愛比賽》           | 錢康明         | 天津人民出版社 | ISBN 9787201098753 |
| 2015年 | 《黑精靈不敢掉眼淚》     | 錢康明         | 天津人民出版社 | ISBN 9787201098777 |
| 2015年 | 《快樂公雞鳥》           | 錢康明         | 天津人民出版社 | ISBN 9787201098760 |
| 2015年 | 《對不起狼和沒關係羊》   | 錢康明         | 天津人民出版社 | ISBN 9787201098784 |
| 2015年 | 《種一顆善良樹》         | 錢康明         | 天津人民出版社 | ISBN 9787201098821 |
| 2015年 | 《月亮太陽不一樣》       | 錢康明         | 天津人民出版社 | ISBN 9787201098791 |
| 2015年 | 《鸚鵡老師的最後一節課》 | 錢康明         | 天津人民出版社 | ISBN 9787201098807 |
| 2015年 | 《我和小狗的一天》       | 錢康明         | 天津人民出版社 | ISBN 9787201098814 |
| 2017年 | 《秋天的溫暖柿》         | 錢康明         | 中國人口出版社 | ISBN 9787510150852 |
| 2017年 | 《愛心小丁丁》           | 錢康明         | 中國人口出版社 | ISBN 9787510150821 |
| 2018年 | 《纽扣公主》             | 史衍成、錢康明 | 中國人口出版社 | ISBN 9787510160417 |
| 2018年 | 《和小猴子一起找回憶》   | 錢康明         | 中國人口出版社 | ISBN 9787510160370 |

## 外部連結
- 藍天空劇團官方網站 （页面存档备份，存于）